# Expulsión de los jesuitas de São Paulo

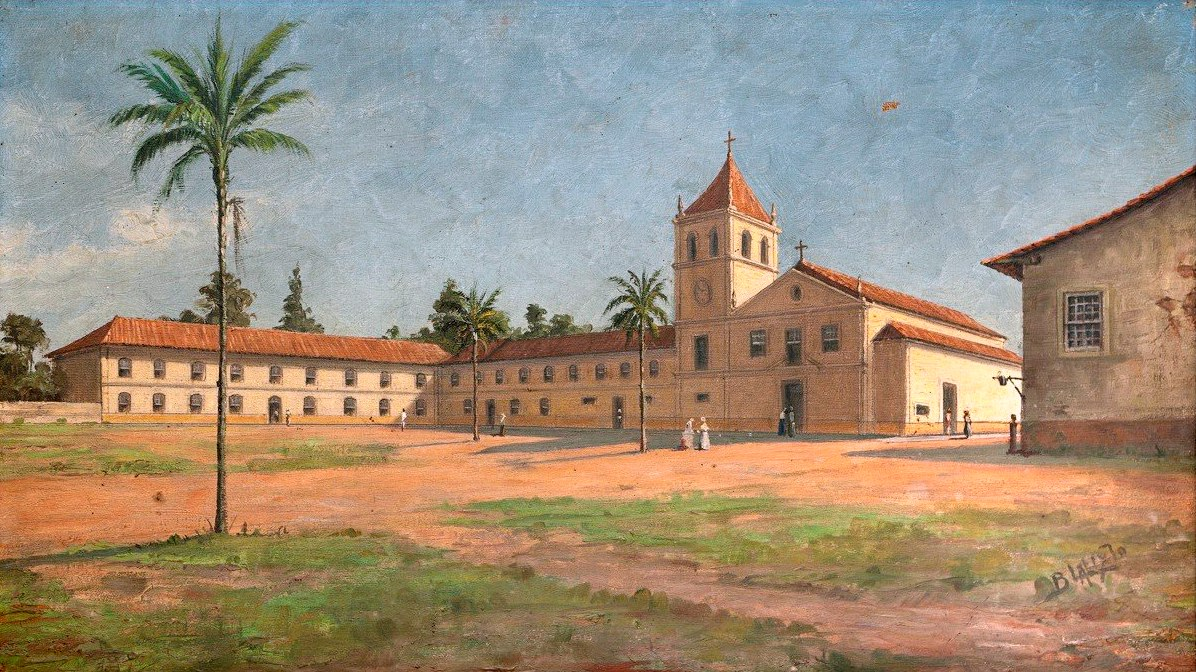
Pátio do Colégio, centro de São Paulo, pintado por Benedito Calixto.

La expulsión de los jesuitas de São Paulo (en portugués: Botada dos padres fora) fue el movimiento de los paulistas para expulsar a los sacerdotes jesuitas del Colegio de São Paulo, en la que fueron imitados por el pueblo de Río de Janeiro porque los padres querían forzar el cumplimiento de las bulas recientes del papa Urbano VIII sobre la libertad de los indios. La expulsión se terminó dando el 13 de julio de 1640 y sólo se permitió el retorno en 1653.